# 8P8C

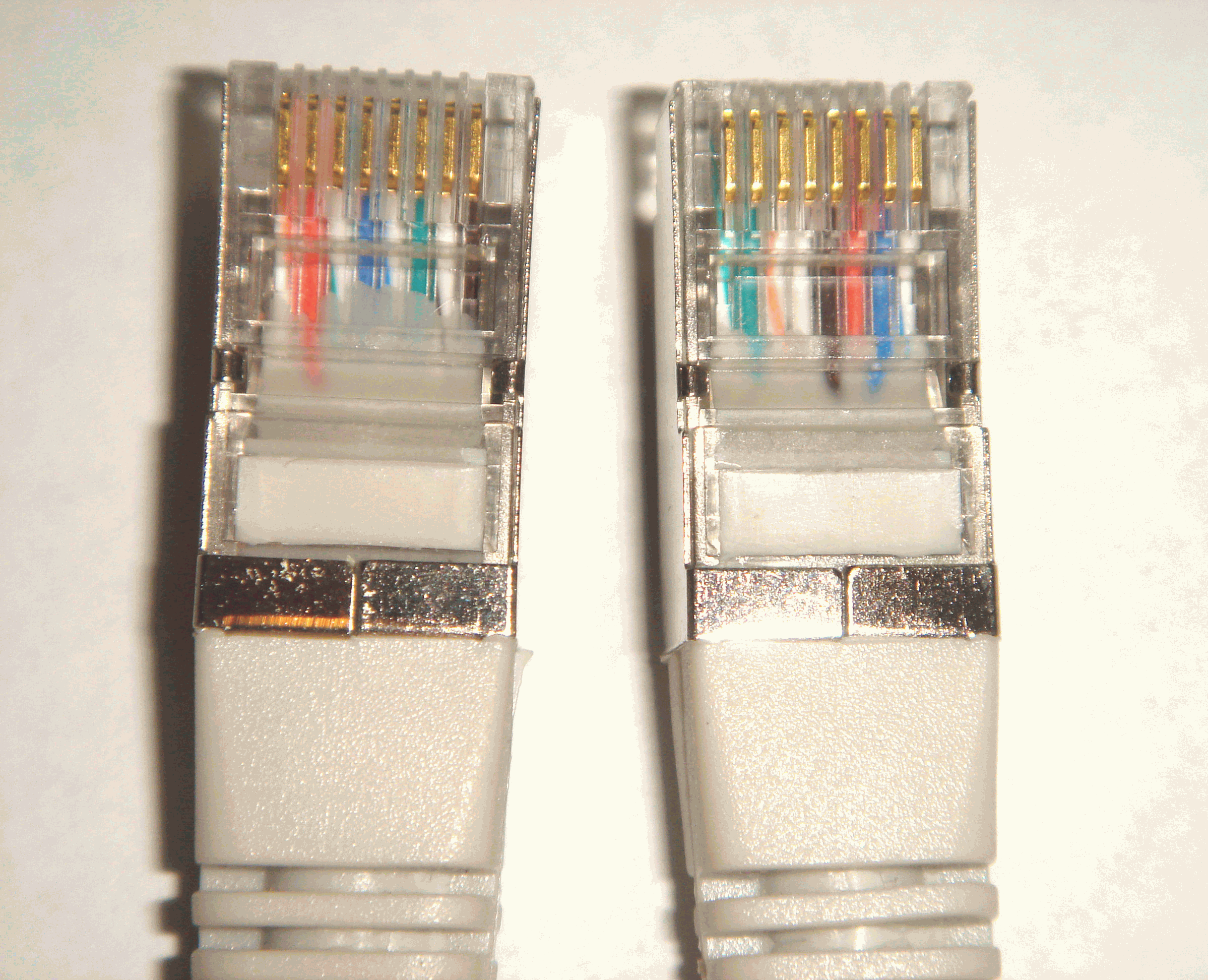
Två RJ45-don.
Denna kabel är korsad (se EIA/TIA-568).

8P8C (engelska eight position eight contact) är det egentliga namnet på den modularkontakt som vanligen men informellt kallas RJ-45 i litteraturen. 8P8C-kontakten används på TP-kablar (tvinnad parkabel). 8P8C-kontakter med kategori 5- och kategori 6-kablar är sedan 1990-talet vanligt förekommande i telejack i kontor och i korskopplingsrum med strukturerat kablage, det vill säga där samma kablage kan användas för digitala telefoner såväl som analoga telefoner (via en adapter) och för datornätverk. Standarden 8P8C avser både hankontakten, som kallas plugg, och honkontakten, som kallas jack.

## Användning för datornätverk
8P8C-kontakten (”RJ-45”) används idag bland annat till följande kablar:
- Rak ethernet-TP-kabel, för att ansluta en DTE (data terminal equipment, exempelvis en dator eller skrivare) till en DCE (data connecting equipment, exempelvis en switch, hub eller ett ADSL-modem)
- Korsad ethernet-TP-kabel, vars trådpar är i omkastade ordning mot en rak kabel, och används för att ansluta en DTE till en annan DTE, exempelvis två switchar till varandra, eller två datorer till varandra.
- Rollover-kabel eller rolled cable, är vanligen en ljusblå kabel vars trådar i andra änden är i omvänd ordning mot en rak kabel, är också känd som Cisco konsolkabel därför att den möjliggör att en Cisco-router kan konfigureras från konsolterminal, exempelvis en PC. Kabeln fungerar då som nollmodemkabel mellan routern och en RJ-45-DE9-adapter som ansluts till serieporten på konsolterminalen.[1]
- Seriell kabel, med 8P8C i ena änden och en DE9-kontakt i den andra.[1]

När man tillverkar en TP-kabel med 8P8C för rak eller korsad Ethernet-kabel kopplas de fyra partvinnade trådparen enligt ett av två kopplings- och färgscheman, T568A och T568B. Vid rak kabel används samma schema i båda ändar, och vid korsad kabel motsatt schema.
Begreppet RJ-45 har kommit att ibland åsyfta 8P8C-kontaktdonet i sig, ibland användning av 8P8C-jack och -kontakter enligt kopplingsschemana T568A och T568B. RJ-45 är ett vanligt förekommande begrepp i litteratur, komponentkataloger och manualer. Det används om kontakter i rak såväl som korsad nätverkskabel, och ibland inkonsekvent även om 8P8C-kontakter i rollover-kabeln och seriell kabel. RJ-45 beskrivs ibland som ett informellt eller något inkorrekt begrepp, därför att det inte grundar sig på en officiell kontaktstandard utan det har uppkommit till följd av likheter med det äldre modemjacket RJ-45S, se nedan, vars 8P8C-kontakt uppvisar en mindre skillnad mot Ethernets 8P8C-kontakt och har helt annorlunda tråddragning än T568A och T568B.
Olika varianter av kablar och 8P8C/"RJ45"-kontakter har utvecklats för att uppfylla de olika specifikationerna kategori 3, kategori 5, kategori 5e och kategori 6. Specifikationerna innefattar krav på maximal dämpning och överhörning mellan trådparen vid höga signalfrekvenser, och möjliggör olika datatakt på olika avstånd.
Vid 8P8C/"RJ-45"-kontakter med rak eller korsad kabel är följande varianter av Ethernets fysiska skikt möjliga:
- 10BASE-T (10 Mbit/s datatakt på max 100 meters avstånd över minst kategori 3-kabel, och utnyttjar bara två av de fyra trådparen)
- 100BASE-TX (100 Mbit/s på max 100 meters avstånd över minst kategori 5-kabel)
- 1000BASE-T (1000 Mbit/s på max 100 meters avstånd över minst kategori 5e-kabel)
- 10GBASE-T (10 Gbit/s på max 55 meters avstånd över kategori 5e-kabel och oskärmad kategori 6-kabel, och 100 meters avstånd över kategori 6a-kabel samt skärmad kategori 6-kabel)[5]

## Användning i telefonnät
8P8C har under historien använts för flera olika RJ-jackstandarder (registered jack) avsedda för olika typer av utrustning som ansluts till telefonnätet och som var och en har olika tråddragning och olika antal trådar. 
Några exempel är:
- RJ-31X (där endast fyra ledare behövs) för larmsystem som ringer upp via telefonnätet. X:et står för undertyp complex jack.
- RJ-45S (en variant av 8P8C med en extra nyckel som förhindrar parning med andra 8P8C-kontakter, med en programmeringsresistor) kallas programmerat datajack och har använts för förbindelse mellan äldre modem och telefonjack. S:et står för undertyp single-line.
- RJ-45M Möjliggör montering av upp till 16 RJ-45S-jack i ett rack, exempelvis i en korskopplingslist (patch panel) till en modempool. M:et står för undertyp multiline.
- RJ-49C för ISDN BRI-anslutning. C:et står för undertyp ytmonterad surfice mount.
- RJ-61X möjliggör fyra telefonanslutningar i samma kontakt.

Dessa jack kan inte användas för Ethernet eftersom antalet använda trådar är annat och/eller trådarna partvinnas i annan ordning, och överhörning således kan inträffa mellan trådparen.